# 比奇洛鎮區 (密蘇里州霍爾特縣)
比奇洛鎮區（英語：Bigelow Township）是位於美國密蘇里州霍爾特縣的一個行政鎮區。

## 地方資料
比奇洛鎮區的面積為80.50平方千米，當中陸地面積為77.37平方千米，而水域面積為3.13平方千米。根據2020年美國人口普查的數據，當地共有人口106人，而人口密度為每平方千米1.32人。